# Sydamerikas klimat

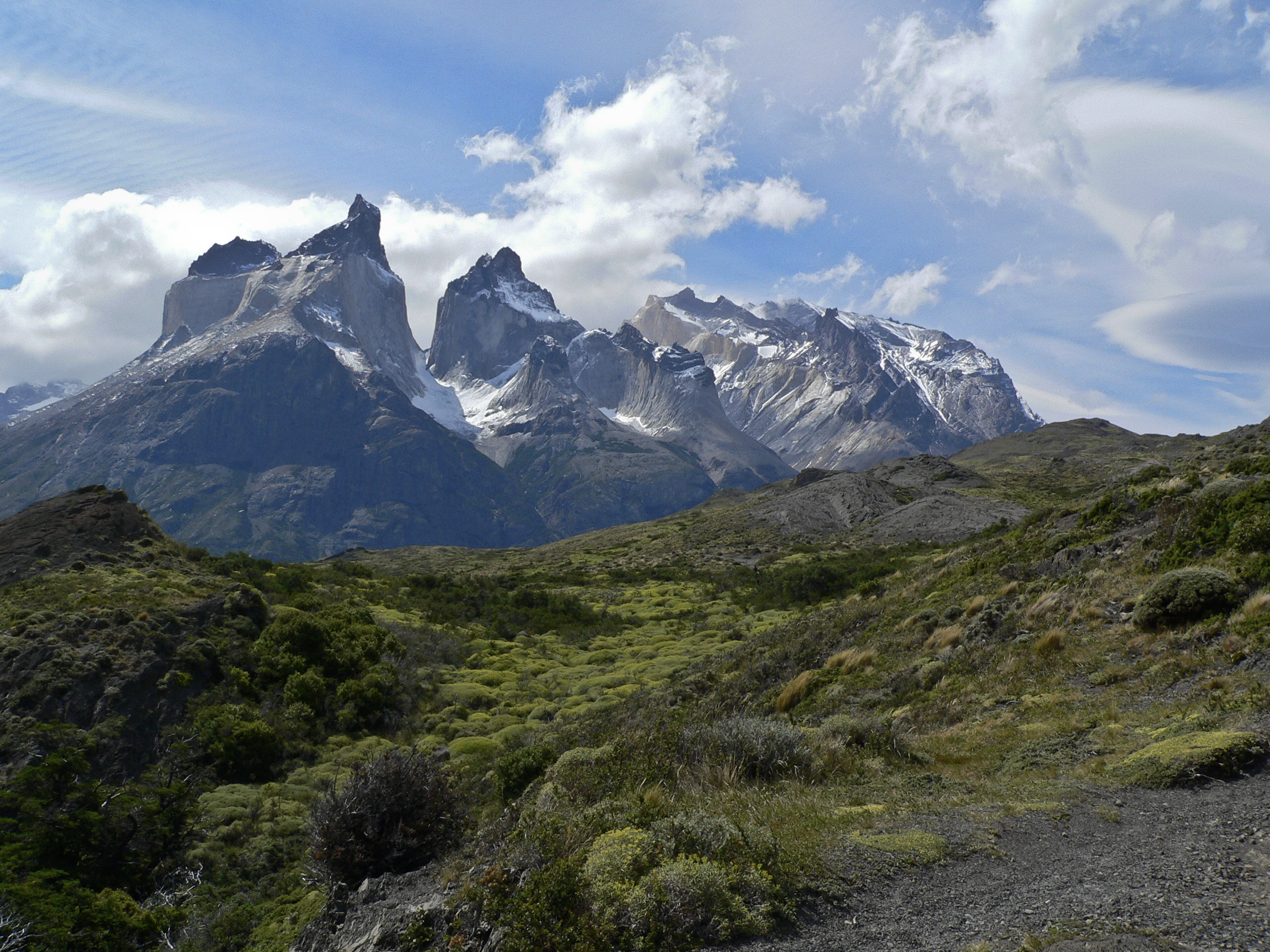
Torres del Paine i Chile

Sydamerikas klimat är varmast i norr med öknar och savanner medan det i södra Sydamerika mer liknar Islands.
Den varmaste temperaturen man har uppmätt i Sydamerika är 48,9° i Rivadavia i Argentina den 11 december 1905. Den kallaste temperaturen man har uppmätt i Sydamerika är däremot −32,8° i Sariemento i Argentina den 1 juni 1907. Det tros ha varit kyla från Antarktis som är anledningen till den kalla temperaturen.
I Sydamerika varierar klimat mycket från norr och söder. I södra Chile och Argentina är klimatet mycket milt. Särskilt vintrarna är milda med några få minusgrader men ibland förekommer det att det blir kallare än −10° när vind tar med sig kyla från Antarktis. Sommaren är också kall i södra Sydamerika. Temperaturen blir i regel inte varmare än 20° där. I norra Sydamerika däremot blir temperaturen varmare än 30° och i öknarna kan temperaturen till och med bli varmare än 40°.